# La venganza de Ulzana (película)
La venganza de Ulzana (Ulzana's Raid) es una película estadounidense de 1972, dirigida por Robert Aldrich, con guion de Alan Sharp y basada en un suceso real ocurrido en 1885 .
El crítico Emmanuel Levy escribió: «La venganza de Ulzana, uno de los mejores westerns de los años 70, es también una de las películas más infravaloradas del veterano director Robert Aldrich, más conocido por sus obras de ciencia ficción y de horror».

## Argumento
Un grupo de indios apaches, liderados por un antiguo jefe, Ulzana, escapan de la reserva. Para perseguirlos, el ejército envía a una pequeña compañía de soldados, comandados por un joven teniente ( Bruce Davison), hijo de un predicador, que poco a poco, y con la ayuda de un maduro explorador blanco (encarnado por Burt Lancaster) y un explorador indio, irá descubriendo la crudeza de la misión que le han encomendado.